# Riu Bia
|  | Aquest article tracta sobre el riu de Rússia. Vegeu-ne altres significats a «Bia». |

El riu Bia (rus: Би́я) és un riu de Rússia, que passa per la República de l'Altai i pel krai de l'Altai. Prop de Biïsk s'uneix amb el riu Katun per a formar el riu Obi que és un dels rius més importants de Sibèria. Té una longitud de 301 km i la seva conca hidrogràfica és de 37.000 km². Neix al llac Telétskoie. El riu es glaça cap amunt entre novembre i desembre i es desglaça cap a l'abril.
El riu Bia és navegable fins a la ciutat de Biïsk. La seva profunditat màxima és de 8,5 m.